# Telascica Nature Park
Telascica Nature Park är en park i Kroatien. Den ligger i den södra delen av landet, 220 km söder om huvudstaden Zagreb. Telascica Nature Park ligger 1 meter över havet.
Terrängen runt Telascica Nature Park är platt. Havet är nära Telascica Nature Park åt sydost. Närmaste större samhälle är Sali, 5,9 km norr om Telascica Nature Park.